# Dalton Briggs
Dalton Briggs (ur. 9 czerwca 1995 w Rosji lub 1998) – rosyjski aktor pornograficzny.

## Życiorys

### Wczesne lata
Jego biologiczny ojciec pracował dla rosyjskiej mafii, która zastrzeliła rodziców i trzynaścioro rodzeństwa Daltona, zaś jego przeniosła do jednego z sierocińców na Ukrainie. Stamtąd w wieku sześciu lat przeprowadził się do Stanów Zjednoczonych, gdzie dorastał w Atlancie w rodzinie zastępczej.

### Kariera
Po osiągnięciu pełnoletniości wyprowadził się do Kalifornii, gdzie w 2014 rozpoczął karierę w branży pornograficznej. Zaczął występować w filmach wytwórni Helix Studios, potem grał również w produkcjach Cocky Boys, Men.com i Next Door Studios.

### Życie prywatne
Jest zadeklarowanym gejem. Był związanym z aktorem pornograficznym Cooperem Steelem.

## Nagrody i nominacje
| Rok  | Nagroda     | Kategoria                       | Film | Inni wykonawcy | Rezultat  |
| ---- | ----------- | ------------------------------- | ---- | -------------- | --------- |
| 2018 | GayVN Award | Najlepszy penis (Nagroda fanów) | –    | –              | Nominacja |